# Betsy Baker
Betsy Baker, nata Elizabeth Baker (Cedar Rapids, 8 maggio 1955), è un'attrice e doppiatrice statunitense.
È nota soprattutto per aver interpretato Linda nel film cult La casa.

## Biografia
Baker è nata a Cedar Rapids, nell'Iowa, ed è cresciuta a St. Joseph, nel Michigan. Da bambina ha preso lezioni di piano, canto e danza. Ha frequentato la Michigan State University, presso la quale si è laureata in educazione al teatro e canto classico.
Dopo la laurea Baker ha lavorato come intrattenitrice negli Stati Uniti meridionali, con un gruppo chiamato Musicana. In seguito si è spostata a Detroit, dove è stata notata da Sam Raimi, che l'ha scelta per interpretare il ruolo di Linda nel suo film La casa, dando così inizio alla sua carriera da attrice.
Dopo La casa, Baker ha recitato in due film per la televisione: Word of Honor (1981) e Il sapore della pioggia (1990), per poi prendersi una lunga pausa per dedicarsi alla maternità.
Nel 2006 ha ripreso a recitare. Tra i film in cui ha recitato vi sono: Il grande e potente Oz (2013), diretto dallo stesso Raimi, e Lake Eerie (2016); tra le serie televisive in cui è apparsa in singoli episodi vi sono Donne pericolose, E.R. - Medici in prima linea (2009), Southland (2010), The Middle, True Blood (2014), New Girl, The Last Ship (2015) e Ray Donovan (2016).

## Filmografia

### Cinema
- La casa (The Evil Dead), regia di Sam Raimi (1981)
- Brutal Massacre: A Comedy, regia di Stevan Mena (2007)
- Witches' Night, regia di Paul Traynor (2007)
- 2084, regia di George Blumetti e Maurice Kelly (2009)
- Il grande e potente Oz (Oz the Great and Powerful), regia di Sam Raimi (2013)
- 5 Hour Friends, regia di Theo Davies (2013)
- Some Are Born, regia di Bret Miller (2015)
- Lake Eerie, regia di Chris Majors (2016)
- 96 Souls, regia di Stanley Jacobs (2016)
- Social norm, regia di Dillon Vibbart (2016)
- Uno stalker online (Girl Followed), regia di Tom Shell (2017)
- Some Are Born, regia di Bret Miller (2019)
- Kajillionaire - La truffa è di famiglia (Kajillionaire), regia di Miranda July (2020)
- Secret Agent Dingledorf and His Trusty Dog Splat, regia di Billy Dickson (2021)
- Specchio, specchio (Espejo, Espejo), regia di Marc Crehuet (2022)
- Black Girl Missing, regia di Delmar Washington (2023)
- The Accountant 2, regia di Gavin O'Connor (2025)

### Televisione
- Word of Honor, regia di Mel Damski - film TV (1981)
- Il sapore della pioggia (Appearances), regia di Win Phelps - film TV (1990)
- Tim and Eric Awesome Show, Great Job! - serie TV, 1 episodio (2007)
- Donne pericolose (Dangerous Women) - serie TV, 6 episodi (2009)
- E.R. - Medici in prima linea (ER) - serie TV, 1 episodio (2009)
- Safety Geeks: SVI - serie TV, 1 episodio (2009)
- Southland - serie TV, 1 episodio (2010)
- Glistening - serie TV, 1 episodio (2011)
- Moon, regia di Josh Tessier - film TV (2011)
- Monday Mornings - serie TV, 1 episodio (2013)
- Il fidanzato perfetto (The Perfect Boyfriend), regia di Robert Malenfant - film TV (2013)
- The Middle - serie TV, 1 episodio (2014)
- True Blood - serie TV, 1 episodio (2014)
- Full Circle - serie TV, 1 episodio (2014)
- Il tempo della nostra vita (Days of Our Lives) - serial TV, 2 puntate (2014-2015)
- New Girl - serie TV, 1 episodio (2015)
- The Last Ship - serie TV, 1 episodio (2015)
- Febbre d'amore (The Young and the Restless) - serial TV, 1 puntata (2015)
- Ray Donovan - serie TV, 1 episodio (2016)
- Rush Hour - serie TV, 1 episodio (2016)
- Disengaged - serie TV, 1 episodio (2016)
- Forever 31 - miniserie TV (2016)
- Ray Donovan - serie TV, 1 episodio (2016)
- Mistresses - Amanti - serie TV, 1 episodio (2016)
- Grey's Anatomy - serie TV, 1 episodio (2016)
- American Horror Story - serie TV, 1 episodio (2016)
- Shooter - serie TV, 1 episodio (2016)
- Baskets - serie TV, 1 episodio (2017)
- Hand of God - serie TV, 2 episodi (2017)
- I'm Dying Up Here - Chi è di scena? (I'm Dying Up Here) - serie TV, 1 episodio (2017)
- You're the Worst - serie TV, 1 episodio (2017)
- This Is Us - serie TV, 1 episodio (2017)
- The Orville - serie TV, 1 episodio (2017)
- Le regole del delitto perfetto - serie TV, 1 episodio (2018)
- Life in Pieces - serie TV, 1 episodio (2018)
- Sharp Objects - miniserie TV, 4 episodi (2018)
- Shameless - serie TV, 2 episodi (2018)
- Olive Forever - serie TV, 1 episodio (2018)
- Why Women Kill - serie TV, 1 episodio (2019)
- Superstore - serie TV, 1 episodio (2019)
- Bless This Mess - serie TV, 1 episodio (2020)
- Lucifer - serie TV, 1 episodio (2020)
- The Conners - serie TV, 3 episodi (2020-2021)
- Alba - serie TV, 8 episodi (2021)
- NCIS - Unità anticrimine - serie TV, 1 episodio (2022)
- Bosch: l'eredità (Bosch: Legacy) - serie TV, 1 episodio (2022)
- Wedding Season - serie TV, 1 episodio (2022)
- 9-1-1: Lone Star - serie TV, 1 episodio (2023)
- Tyler Perry's Assisted Living - serie TV, 1 episodio (2023)

### Cinema
- Marie-Christine Adam ne Due agenti molto speciali 2
- Eveline Hall ne Old People
- Marie-Christine Orry ne Hawa
- Maria Maj ne Giusto in tempo per Natale

### Televisione
- Teresa Sánchez ne Merlí: Sapere Aude
- Paloma Woolrich ne Le indagini di Belascoarán
- Marit Synnøve Berg ne Julestorm - La tempesta di Natale
- Ghita Nørby ne Julestorm - La tempesta di Natale

### Videogiochi
- Evil Dead: The Game (2022) - Linda

## Doppiatrici italiane
Nelle versioni in italiano delle opere in cui ha recitato, Betsy Baker è stata doppiata da:
- Vittorio Di Prima ne La casa (voce demoniaca)
- Carmen Iovine in Grey's Anatomy
- Graziella Polesinanti in Hand of God
- Lorenza Biella in Bosch: l'eredità
- Cristina Piras in The Accountant 2